# 붉은코쥐속
붉은코쥐속(Wiedomys)은 비단털쥐과 목화쥐아과에 속하는 설치류 속의 하나이다. 붉은코쥐족(Wiedomyini)의 유일속이다. 2종을 포함하고 있다.

## 특징
작은 설치류로 머리부터 몸까지 몸길이는 100~128mm, 꼬리 길이는 160~205mm 몸무게는 최대 40g이다.

## 분포
브라질 동부 지역에 널리 분포한다.

## 하위 종
- 세하두붉은코쥐 (W. cerradensis)
- 붉은코쥐 (W. pyrrhorhinos)